# Маріо Ардіссоне
Маріо Ардіссоне (італ. Mario Ardissone; нар. 9 жовтня 1900, Верчеллі — пом. 15 вересня 1975, Верчеллі) — італійський футболіст, що грав на позиції півзахисника.
Виступав, зокрема, за клуб «Про Верчеллі», а також національну збірну Італії.
Дворазовий чемпіон Італії.

## Клубна кар'єра
Народився 9 жовтня 1900 року в місті Верчеллі. Вихованець футбольної школи клубу «Про Верчеллі». Дорослу футбольну кар'єру розпочав 1919 року в основній команді того ж клубу, кольори якої і захищав протягом усієї своєї кар'єри гравця, що тривала цілих сімнадцять років. Більшість часу, проведеного у складі «Про Верчеллі», був основним гравцем команди. За цей час двічі виборював титул чемпіона Італії.
Помер 15 вересня 1975 року на 75-му році життя у місті Верчеллі.

## Виступи за збірну
У 1924 році дебютував в офіційних матчах у складі національної збірної Італії. Протягом кар'єри у національній команді, яка тривала усього 1 рік, провів у формі головної команди країни 2 матчі.
У складі збірної був учасником футбольного турніру на Олімпійських іграх 1924 року у Парижі.
| Дата       | Місто    | Господарі | Результат | Гості   | Турнір           | Голи | Примітки |
| ---------- | -------- | --------- | --------- | ------- | ---------------- | ---- | -------- |
| 20-01-1924 | Генуя    | Італія    | 0 – 1     | Австрія | товариський матч | -    |          |
| 6-04-1924  | Будапешт | Угорщина  | 7 – 1     | Італія  | товариський матч | -    |          |
| Усього     |          | Матчів    | 2         |         | Голів            | 0    |          |

## Титули і досягнення
- Чемпіон Італії (2):

«Про Верчеллі»: 1920–21, 1921–22